# Änglahund (musikalbum)
Änglahund är Hasse Anderssons tredje studioalbum, och kom 1982. Albumet sålde över 250 000 exemplar. Det placerade sig som högst på 7:e plats på Sveriges albumlista. 1990 återutgavs albumet till CD.
Albumet är en av titlarna i boken Tusen svenska klassiker (2009).

## Låtlista
1. "Änglahund"
2. "Dans på Vejby ängar"
3. "Eva Lena"
4. "Vinterepos"
5. "Tokiga Ida"
6. "En grön vågare"
7. "Ann Kristin"
8. "Jennys sång"
9. "Sven Elvis"
10. "Outro"

## Listplaceringar
| Lista (1982–1983) | Topplacering |
| ----------------- | ------------ |
| Sverige           | 7            |

### Fotnoter
1. ↑  ”Änglahund”. Svensk mediedatabas. 13 mars 1982. https://smdb.kb.se/catalog/id/001888705. Läst 25 oktober 2019.
2. ↑  ”Änglahund”. Svensk mediedatabas. 13 mars 1990. https://smdb.kb.se/catalog/id/001488187. Läst 25 oktober 2019.
3. ↑  Gradvall et al 2009, nr. 606
4. ↑  ”Änglahund” (på engelska). Swedishcharts. 13 mars 1982. https://swedishcharts.com/showitem.asp?interpret=Hasse+%26+Kvinnab%F6ske+Band&titel=%C4nglahund&cat=a. Läst 20 januari 2008.